# Wunderflosser
Die Einteilung der Lebewesen in Systematiken ist kontinuierlicher Gegenstand der Forschung. So existieren neben- und nacheinander verschiedene systematische Klassifikationen. 
Das hier behandelte Taxon ist durch neue Forschungen obsolet geworden oder ist aus anderen Gründen nicht Teil der in der deutschsprachigen Wikipedia dargestellten Systematik.

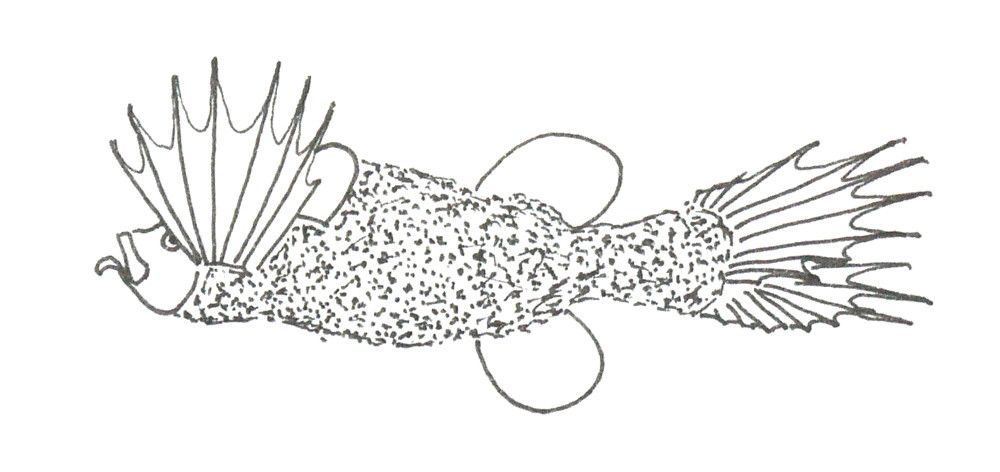
Zeichnung von Mirapinna Esau

Als Wunderflosser (Mirapinnidae) wurde eine Familie seltener, nur 3,5 bis 5,5 Zentimeter lang werdender Meeresfische bezeichnet, die in tropischen und subtropischen Bereichen im Atlantik, im Indischen Ozean und im westlichen Pazifik vorkommen. Man kannte nur Larven und Jungfische, die epipelagisch in den obersten 200 Metern der Wassersäule leben. Die Fische fressen Zooplankton, vor allem Ruderfußkrebse. Später wurden sie als Larven der Walköpfe erkannt.

## Merkmale
Die Wunderflosser wurden in zwei Unterfamilien unterteilt, die monotypische Mirapinninae und die  Eutaeniophorinae. Der Körper der Fische ist schuppenlos, der der Eutaeniophorinae ist von kleinen Papillen von 0,05 Millimeter Länge bedeckt. Bei Mirapinna esau sind die Papillen zu haarähnlichen, 1 bis 1,5 mm langen Auswüchsen vergrößert.
Die Augen sind klein, aber gut entwickelt. Kopf und Maul sind mittelgroß; das Maul reicht nicht bis hinter die Augen, ist schräggestellt oder steht fast senkrecht. Die Zähne sind klein und stehen in einer dichten Reihe auf dem Zwischenkieferknochen (Praemaxillare) und in mehreren Reihen im Unterkiefer. Alle anderen Kiefer-, Gaumen- und Schlundknochen sind zahnlos. Rippen, Leuchtorgane und ein Seitenlinienorgan sind nicht vorhanden. Die Fische sind transparent oder von schwarzer oder brauner Farbe.
Die Flossen haben keine Hartstrahlen. Rücken- und Afterflosse stehen sich weit hinten am Körper symmetrisch gegenüber.
Flossenformel: Dorsale 16–33, Anale 14–29, Pectorale 13–24, Ventrale 4–10
Die Larven der Eutaeniophorinae haben einen bandförmigen Schwanzanhang, der beim aalartig langgestreckten Eutaeniophorus festivus mehr als die doppelte Körperlänge erreichen kann. Sie wurden früher als eigene Familie, die Bandträger (Taeniophoridae), beschrieben.

## Systematik
Im Jahr 2008 erkannten die amerikanischen Ichthyologen John R. Paxton und G. David Johnson, dass es sich bei den Wunderflossern um die Larven der Walköpfe (Cetomimidae) handeln muss. So wurden z. B. die Larven von Cetostoma regani als „Parataeniophorus gulosus“ beschrieben.